# Великдан Степан Петрович
Степа́н Петро́вич Великдан (* 14 липня 1819 (за старим стилем), Митченки — † 29 серпня 1879) — український пасічник, організатор наукового пасічникарства на історичній Гетьманщині. Останній директор Школи пасічників Петра Прокоповича. Симпатик українського руху, передплатник і кореспондент журналу Пантелеймона Куліша «Основа».
Також колезький регістратор, Почесний громадянин, кавалер ордена Св. Володимира 4-го ступеня.
Позашлюбний син винахідника рамкового бортництва Петра Прокоповича.

## Біографія
Закінчив Конотопську повітову школу, яка видала «Похвальний лист за посильну працю». Опікувався хлопцем відомий вчений-пасічник Петро Прокопович, але довгий час факт його нешлюбного батьківства зберігався у таємниці.
З 1835 Степан Великдан починає практичну роботу в Школі бджільництва Петра Прокоповича — свого батька. Після смерті Прокоповича (1850) продовжив розпочату батьком справу. Вступив у володіння спадщиною: школою, пасікою, земельними угіддями з медоносами, фруктовим садом. Збільшив кількість засіяних медоносами полів до 200 десятин. Утримував до 10 000 вуликів. Продовжує щорічно звітуватись за шкільну справу перед Міністерством державного майна, бо школа користувалась правами навчальних ферм.
Протягом 29 років Великдан давав профільну освіту з бджільництва представникам усіх станів старої Гетьманщини: козакам, селянам, духовенству, дворянам. Великдан зберіг усі методики навчання, запроваджених Прокоповичем. При школі діяла майстерня з виготовлення вуликів, велика бібліотека (більше трьох тисяч книжок). Передплачували 9 періодичних видань.
1878 Степана Великдана відвідав відомий історик Микола Костомаров. У газеті «Порядок» він залишив про це спогад:
| «Он (С.П. Великдан) повел в сад, где во все стороны были разбиты липовые аллеи, в которых стояли ульи с пчелами, а затем были полосы с просеянными медоносными травами. Хозяин показывал нам ульи разного устройства… У меня, – сказал он – есть здесь еще одна редкость и драгоценность». Он повел нас в другой угол сада и привел к деревянной избе, сложенной из толстых бревен и необмазанной. «Это келья Св.Луки – она куплена у монахов Крупицкого монастыря, где жил святой муж несколько времени в своей жизни». |
На честь 50-річчя Школи Великдана нагородили орденам Св. Володимира 4-го ступеня.

## Наукові праці
Перша наукова стаття написана ним в 19-річному віці: «Про втрати бджіл через недбале утримання їх зимою» на сторінках «Земледельческого журнала» (1838).
Загалом автор більше 50 наукових статей, заміток, повідомлень. Друкувався переважно у періодичних виданнях: «Труды императорского вольного экономического общества», Землеробский журнал", «Хлеборобская газета», «Земледельческая газета», «Черниговские губернские ведомости» та інші.
Також займався проблематикою промислового вирощення тутових дерев та шовкопрядів.

## Громадська діяльність
Степана Великдан займався національною просвітницькою роботою у Конотопському повіті. Поширював українські книжки, пропагував літературну українську мову. Просто на пасіці зберігалося велике зібрання український книг, де кожен охочий міг отримати українське видання. Друкувався в україномовному журналі «Основа».

## Особисте життя
Жив нецерковним шлюбом із Марією Малиновською, яка померла 1900. Мали семеро дітей: Федора, Івана, Петра, Данила, Варвару, Євдокію, Ганну. Після ліквідації школи і пасіки, син Федір з матір'ю поселились в Бахмачі, він працював урядником, Іван Великдан служив на Кавказі.
Похований на своїй пасіці 31 серпня. Спочиває він біля свого батька Петра Прокоповича.

## Вшанування пам'яті
2008 колектив батуринського НІКЗ «Гетьманська столиця» встановив на місці поховання Великдана надгробну плиту.